# Lac de Santa Giustina
Le lac de Santa Giustina est un bassin artificiel situé au centre du val di Non, dans la province autonome de Trente. Il est principalement alimenté par les eaux du ruisseau Noce. 
Le lac est le plus grand bassin artificiel de la province de Trente et celui qui possède le plus grand volume d'eau parmi tous les lacs de la région. La capacité du réservoir est de 182 millions de mètres cubes et ses eaux sont utilisées pour entraîner les turbines de 34,5 MW de la centrale souterraine de Taio. 

## Le barrage
L’imposant barrage de Santa Giustina, d'une hauteur de 152,50 m, a été inauguré en 1951 et était à l'époque le plus haut d'Europe. La construction a pris 5 ans et plus de 110 000 mètres cubes de béton. 
Près du barrage, la gorge est également contournée par le pont de la SS 43 et celui du chemin de fer Trento-Malé-Mezzana, inauguré en 1964 pour remplacer le tramway existant, qui disposait également d'un pont dédié. 
Les affluents à gauche du Noce sont le Barnes qui forme la vallée de Bresimo et le Pescara qui descend des villages de Lauregno et de Proves . 

## L'ermitage
La localité du barrage tire son nom de l'ancien ermitage de Santa Giustina, situé dans la gorge au pied du barrage, accessible à pied depuis le village de Dermulo en une demi-heure en empruntant un chemin escarpé qui mène aux ruines. 
Dans le passé, l'ermitage, dont les premières traces remontent à 1537, était la destination des processions à l'occasion de fêtes liturgiques ou de calamités et a été habité jusqu'en 1782 . 

## Les ponts submergés
Après la création du lac, environ 406 hectares de terres sont submergés avec des fermes, des routes et même des ponts. Lorsque le niveau d'eau, régulé artificiellement, tombe au-dessous de l'altitude maximale de 53 m, certains de ces ponts renaissent : le pont Regai et le pont Mula sur le rio di San Romedio, le pont Alto sur le Noce et le pont de la route du Regai. 

## Points d'intérêt
Malgré sa nature de bassin hydroélectrique, le lac offre des possibilités de détente et de promenades : sur la rive sud-ouest, accessible depuis la route principale en empruntant le chemin de terre à la jonction pour Coredo, un vaste espace vert a été aménagé. 
Sur la rive droite du lac, se trouve le château de Cles, construite par la famille Cles dont le citoyen le plus illustre était le prince-évêque Bernardo Clesio. 

## Galerie

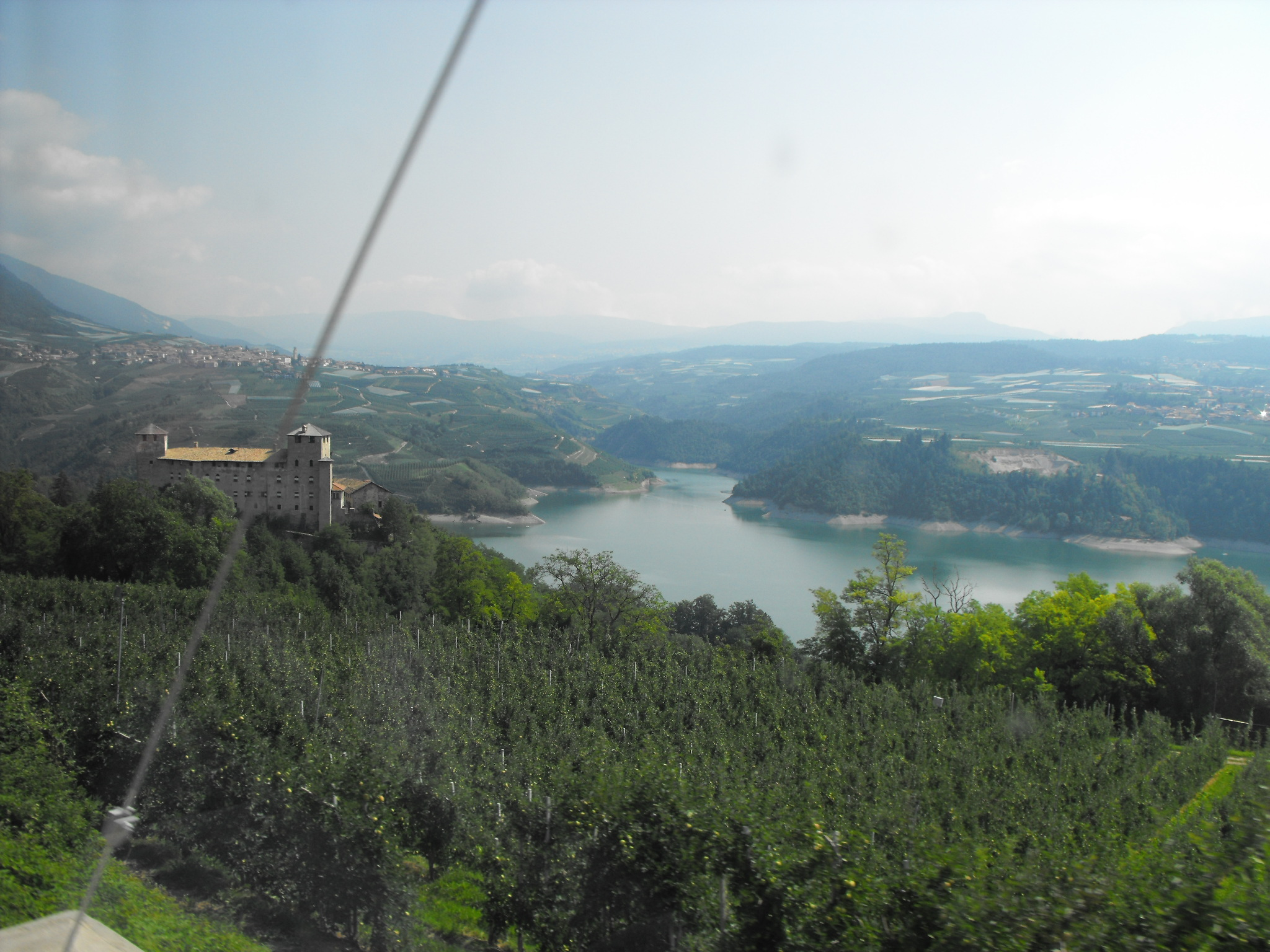
Le lac de Santa Giustina et le château de Cles vus du chemin de fer Trento-Malé.
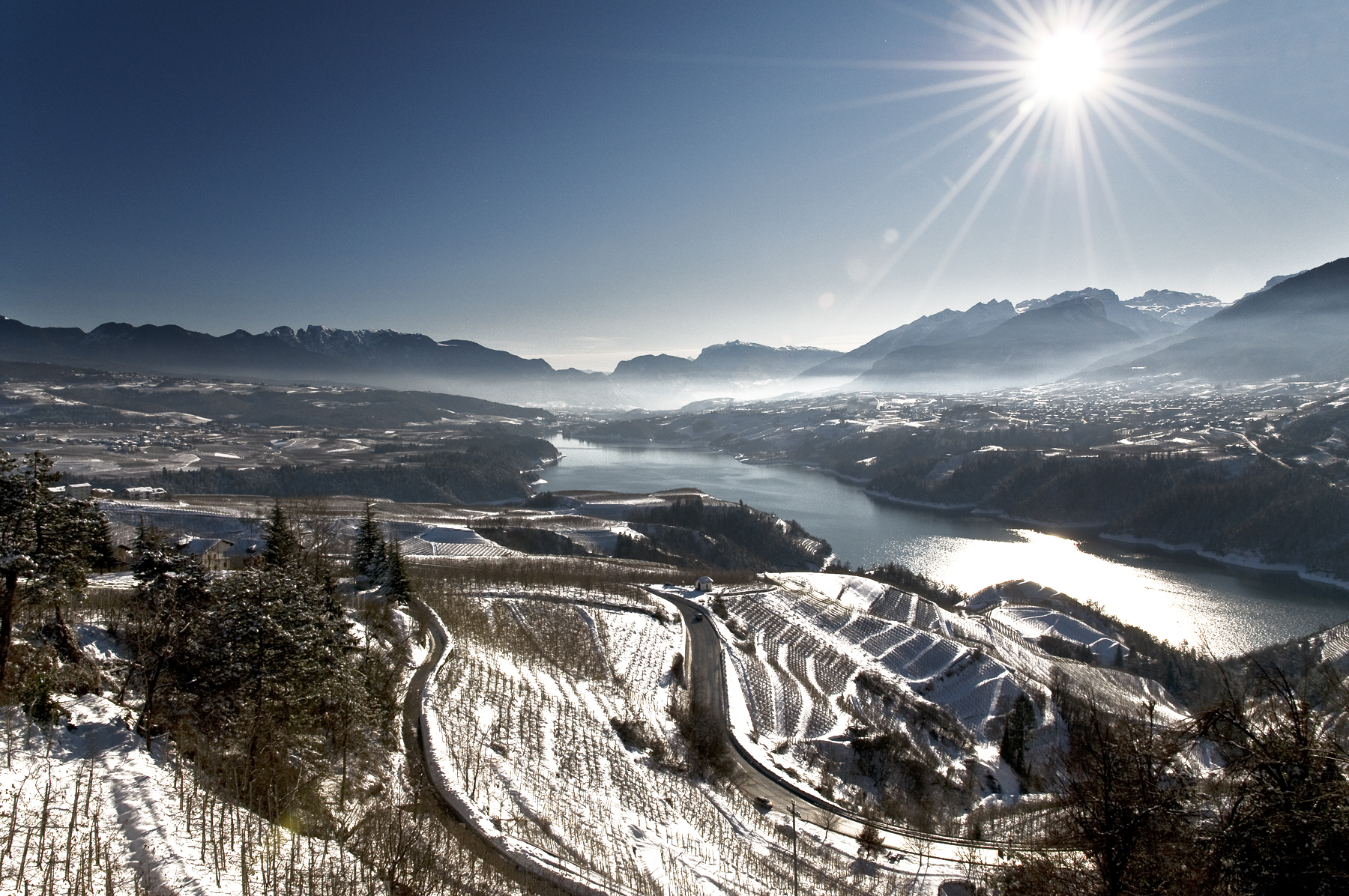
Le lac avec son cadre naturel et la commune de Cles.
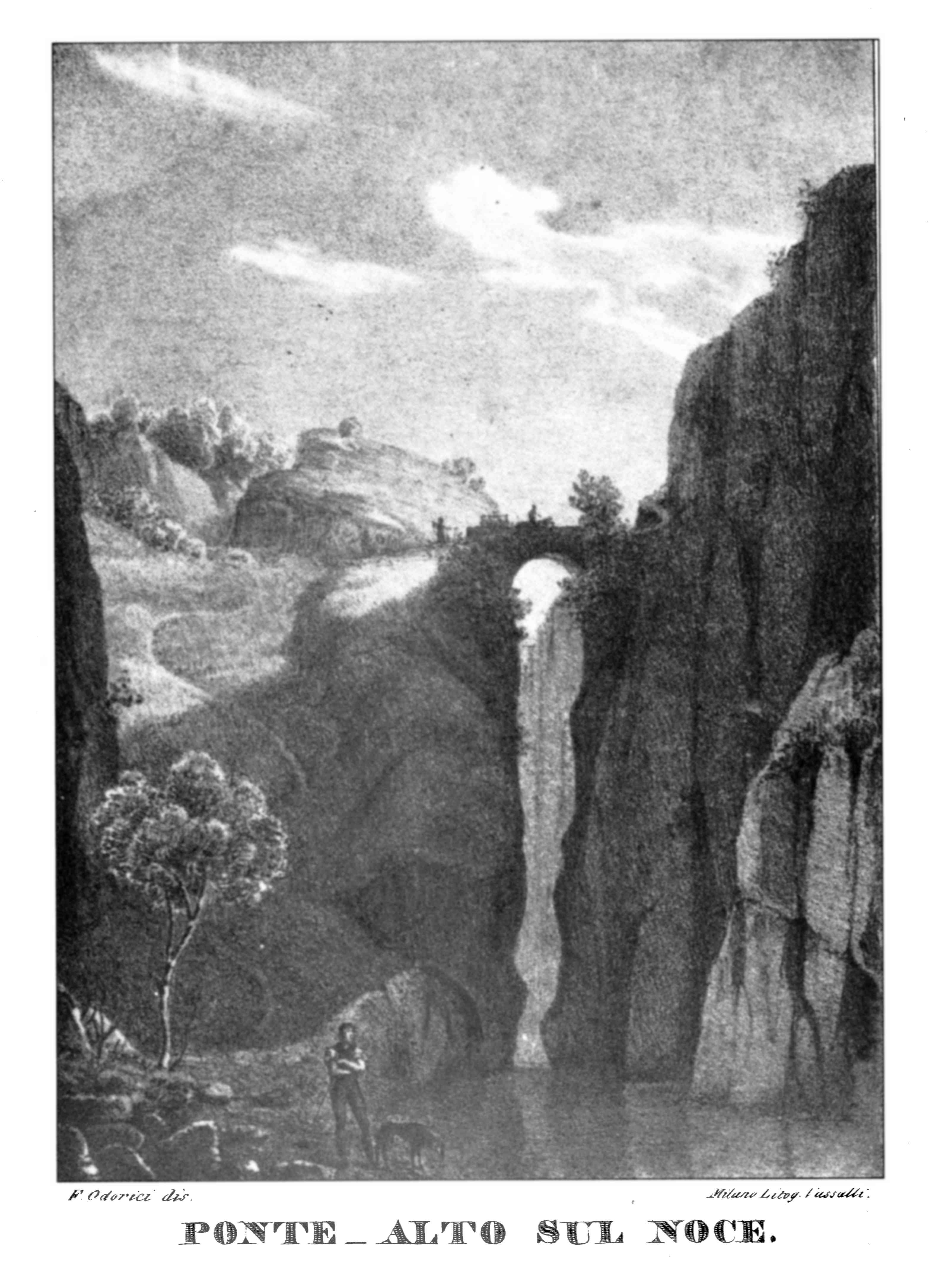
Le High Bridge au début des années 1800.
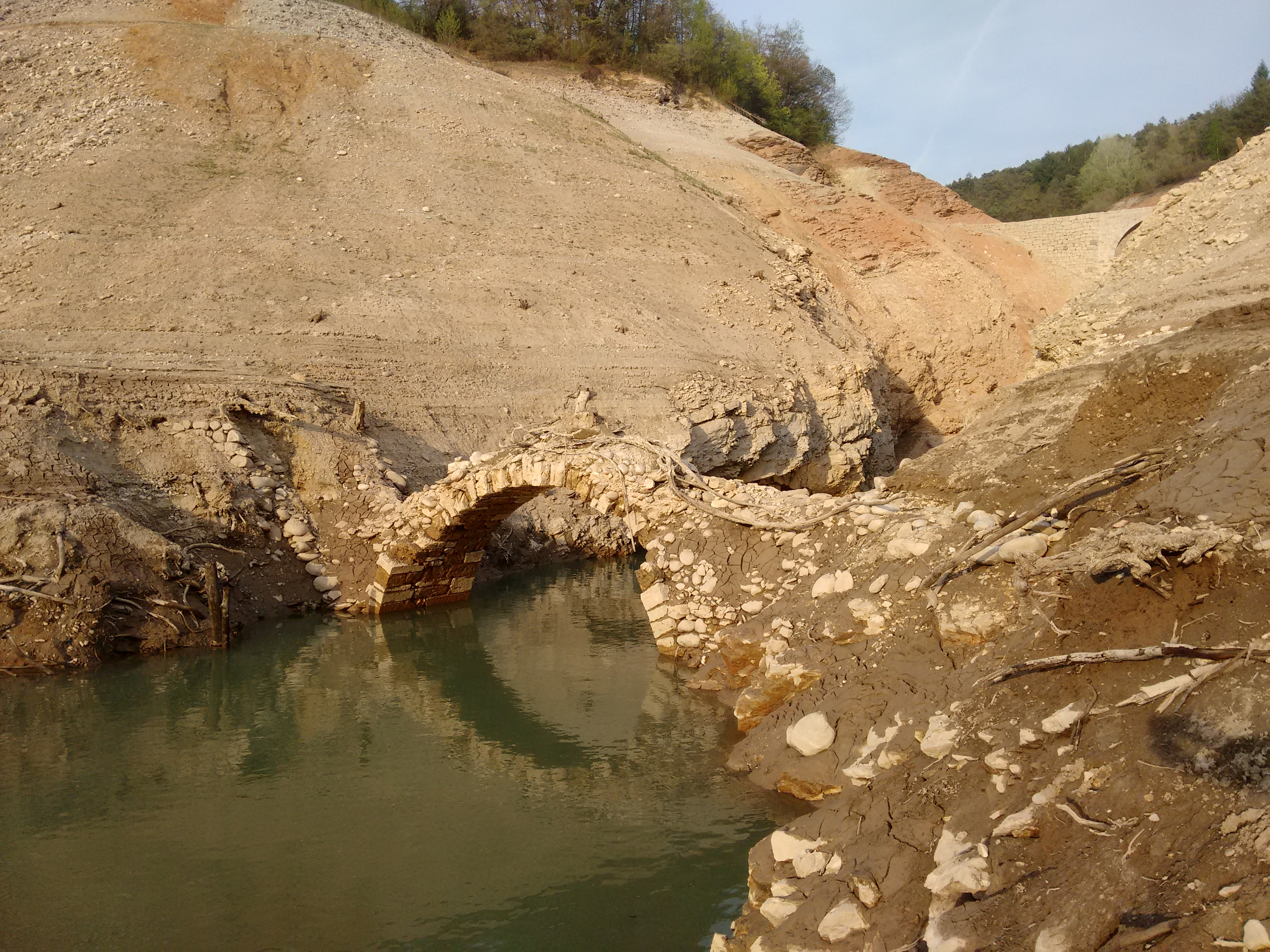
Pont médiéval appelé della Mula[5].
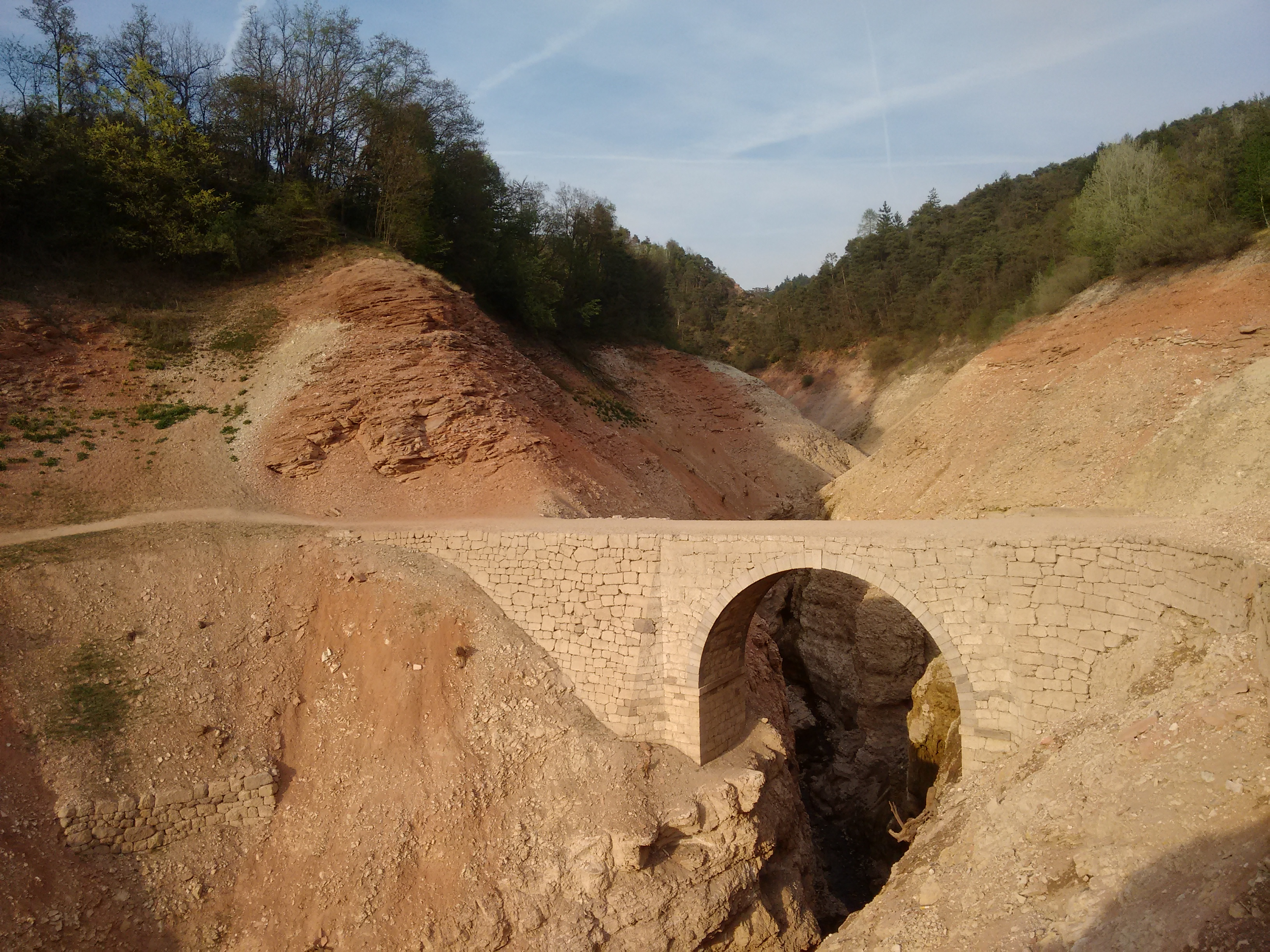
Pont du 19e siècle sur la route de Regai[5].
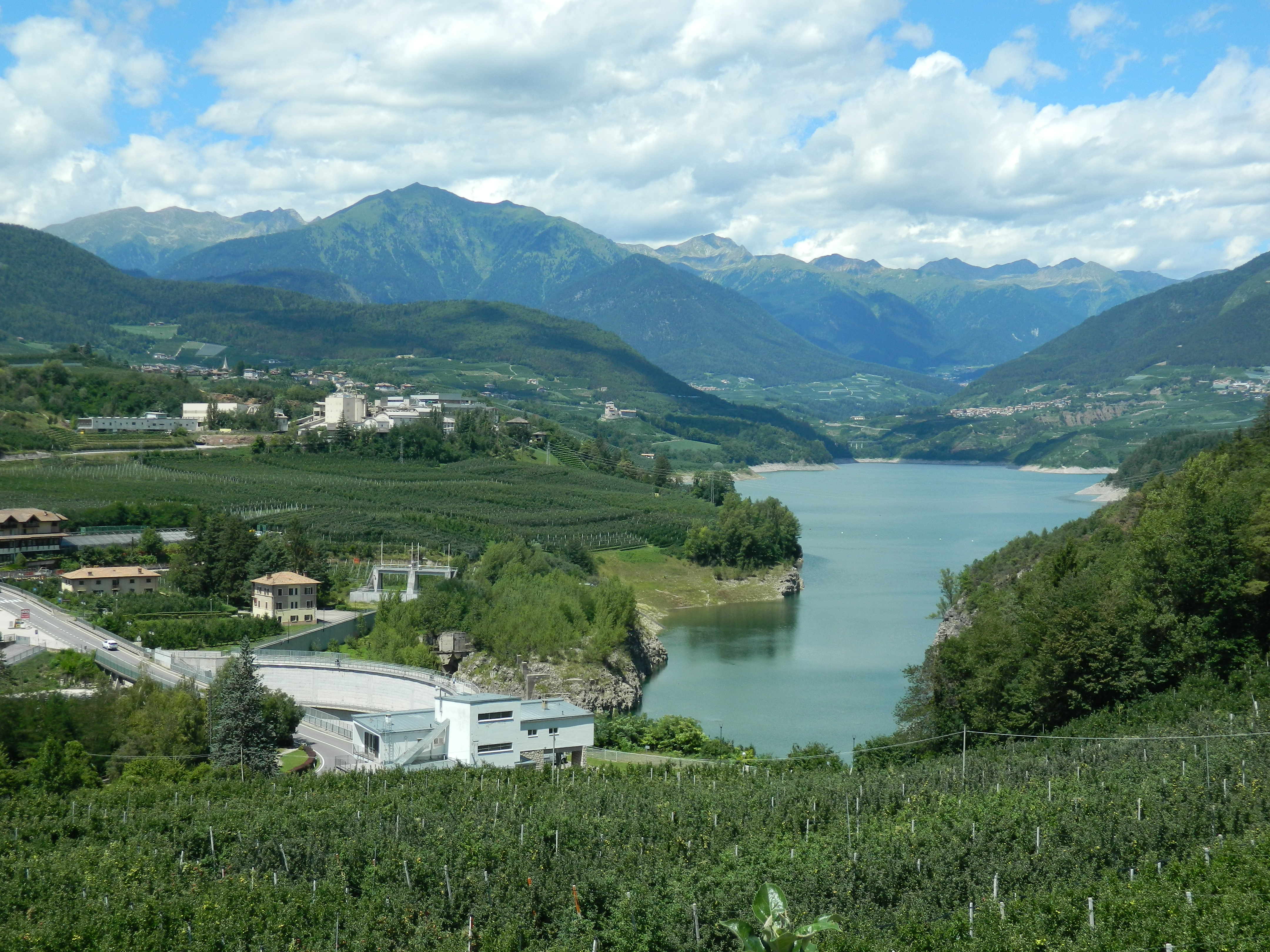
Lac et barrage de Santa Giustina vus du croisement SS43 - SP7 près de Dermulo.